# Tập một: Will Byers biến mất
"Tập một: Will Byers biến mất" (tựa gốc tiếng Anh: "Chapter One: The Vanishing of Will Byers") là tập mở đầu của loạt phim truyền hình web khoa học viễn tưởng-kinh dị Mỹ Cậu bé mất tích. Tập phim được phát hành độc quyền trên Netflix toàn cầu vào ngày 15 tháng 7 năm 2016, cùng với toàn bộ mùa đầu tiên. Kịch bản và đạo diễn cho tập phim này là nhà sáng tạo anh em nhà Duffer.
Tập phim diễn ra tại thị trấn nhỏ Hawkins, Indiana vào tháng 11 năm 1983, và giới thiệu những câu chuyện chính của mùa đầu tiên: sự mất tích bí ẩn của cậu bé 12 tuổi Will Byers và cuộc tìm kiếm cậu bé, sự xuất hiện của một cố bé bí ẩn có khả năng psychokinesis tên là Eleven, và nỗ lực đầy mưu mô của một phòng thí nghiệm thuộc Bộ Năng lượng Hoa Kỳ gần đó nhằm che đậy trách nhiệm của họ với những sự kiện kỳ lạ xảy ra trong thị trấn.

## Nội dung
Tháng 11 năm 1983, tại một phòng thí nghiệm của Bộ Năng lượng Hoa Kỳ ở thị trấn Hawkins, Indiana, một nhà khoa học bị tấn công bởi một sinh vật bí ẩn. Trong lúc đạp xe về nhà sau một buổi chơi Dungeons & Dragons với bạn, cậu bé 12 tuổi Will Byers đối mặt với sinh vật này và biến mất. Ngày hôm sau, một cô bé đầu cạo gần trọc, mặc bộ áo bệnh viện tới một quán ăn trong thị trấn để lấy cắp đồ ăn. Chủ quán, Benny, cảm thấy thương hại và cho cô bé ăn trước khi gọi cho trung tâm bảo trợ xã hội. Từ hình xăm trên tay cô bé, anh biết tên cô là Eleven. Một người phụ nữ tự xưng là nhân viên bảo trợ xã hội tới và giết Benny. Những tên đặc vụ có vũ trang lục soát quán ăn để tìm Eleven, nhưng cô bé đã trốn thoát. Mẹ của Will, Joyce, tin rằng cô đã nghe được giọng của Will trong một cuộc gọi, nhưng điện thoại cô bỗng bị đoản mạch. Những người bạn của Will là Mike, Lucas và Dustin tìm cậu trong rừng và thấy Eleven.

## Sản xuất
Cậu bé mất tích được sáng tạo bởi Matt và Ross Duffer, hay còn được biết tới qua cái tên Anh em nhà Duffer. Hai anh em đã viết kịch bản và sản xuất xong bộ phim Hidden của họ vào năm 2015, trong đó họ cố gắng bắt chước phong cách của M. Night Shyamalan. Tuy vậy, do có sự thay đổi tại Warner Bros., nhà phân phối của bộ phim, phim không được phát hành rộng rãi và Anh em nhà Duffer cảm thấy không chắc chắn về tương lai của mình. Bất ngờ với họ, nhà sản xuất truyền hình Donald De Line đã tới gặp họ, cho biết mình rất ấn tượng với kịch bản của Hidden, và mời họ làm việc cùng với Shyamalan trong Wayward Pines. Hai anh em được Shyamalan tư vấn trong quá trình sản xuất bộ phim, và sau khi hoàn thành, họ đã cảm thấy sẵn sàng cho việc tự sản xuất một series phim truyền hình của riêng mình.
Anh em nhà Duffer đã chuẩn bị một bản thảo kịch bản có nội dung tương tự như tập phim mở đầu của loạt phim sau này, cùng với một cuốn sách giới thiệu 20 trang để giúp giới thiệu loạt phim cho các nhà đài. Hai anh em đã đem ý tưởng này cho khoảng 15 mạng truyền hình cáp, nhưng tất cả đều từ chối do cho rằng để cốt truyện xoay quanh các nhân vật chính là trẻ con sẽ không thành công, và đòi họ một là biến nó thành phim cho trẻ em, hai là chỉ tập trung vào cuộc điều tra của Hopper vào những hiện tượng siêu nhiên. Vào đầu năm 2015, Dan Cohen, phó giám đốc của 21 Laps Entertainment, đã đem kịch bản này cho người đồng nghiệp Shawn Levy. Họ sau đó đã mời Anh em nhà Duffer tới văn phòng làm việc và mua bản quyền cho loạt phim, đồng thời trao toàn quyền tác giả cho hai anh em. Sau khi đọc được kịch bản cho tập mở đầu, dịch vụ streaming Netflix đã mua cả mùa đầu với giá không được tiết lộ; loạt phim sau đó được Netflix thông báo vào đầu tháng 4 năm 2015 là được dự kiến phát hành năm 2016. Anh em nhà Duffer cho biết ở thời điểm họ giới thiệu phim cho Netflix, dịch vụ này đã được biết tới nhiều qua các chương trình tự sản xuất như House of Cards và Orange Is the New Black, phía sau đó đều là những nhà sản xuất có tiếng tăm, và hãng đã sẵn sàng bắt đầu trao cơ hội cho những nhà sản xuất đang lên như họ. Hai anh em bắt đầu viết kịch bản cho loạt phim và đưa Levy và Cohen làm giám đốc sản xuất để bắt đầu tuyển chọn diễn viên và bấm máy.

## Tiếp nhận
Cả Vulture và The A.V. Club đều đưa ra đánh giá tích cực về tập phim, khen ngợi diễn xuất và các yếu tố hoài cổ trong phim.